# Aziziyeh
Aziziyeh (persan : عزيزيه romanisé en ‘Azīzīyeh) est un village dans la province du Khorasan-e Razavi en Iran. Lors du recensement de 2006, sa population était de 53 habitants répartis dans 15 familles.